# Kagadi
Kagadi – miasto w Ugandzie, stolica dystryktu Kagadi.